# Prionolopha serrata
Prionolopha serrata is een rechtvleugelig insect uit de familie Romaleidae. De wetenschappelijke naam werd gepubliceerd in 1758 door Carl Linnaeus in de tiende editie van Systema naturae.